# نورفك
 نورفك (بالإنجليزية: Norfolk)‏، مقاطعة إنجليزية تقع في شرق إنجلترا في المنطقة الشهيرة ب«إيست أنجليا». والمقاطعة تتميز بعدم ارتفاعها وقرب مستواها من مستوى سطح البحر. يحدها من الغرب كل من مقاطعة كامبريدجشير ولينكولنشير ومقاطعة سفك (سفولك) من الجنوب.
وشمال وشرق المقاطعة مطل على بحر الشمال ومركز المقاطعة هي مدينة نورويتش. نورفولك هي خامس أكبر مقاطعات إنجلترا ومساحتها 5،371 كيلومتر مربع. يغلب على المقاطعة الطابع الريفي وقد أنعكس ذلك على النشاط السكاني فيها إذ يعتمد بشكل كبير على الزراعة والسياحة. الكثافة السكانية أيضا منخفضة في المقاطعة 152 كيلومتر مربع.

## معرض صور

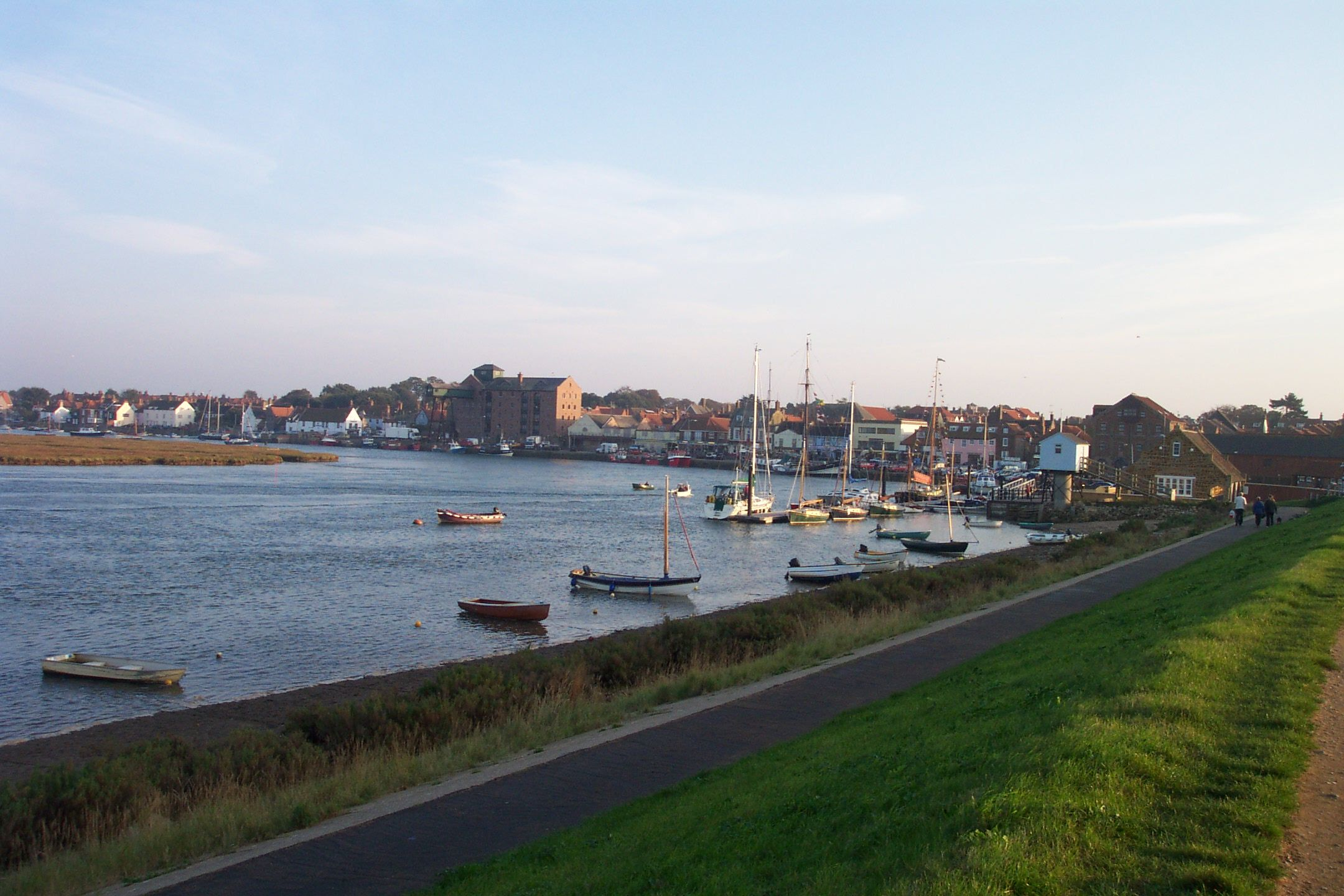
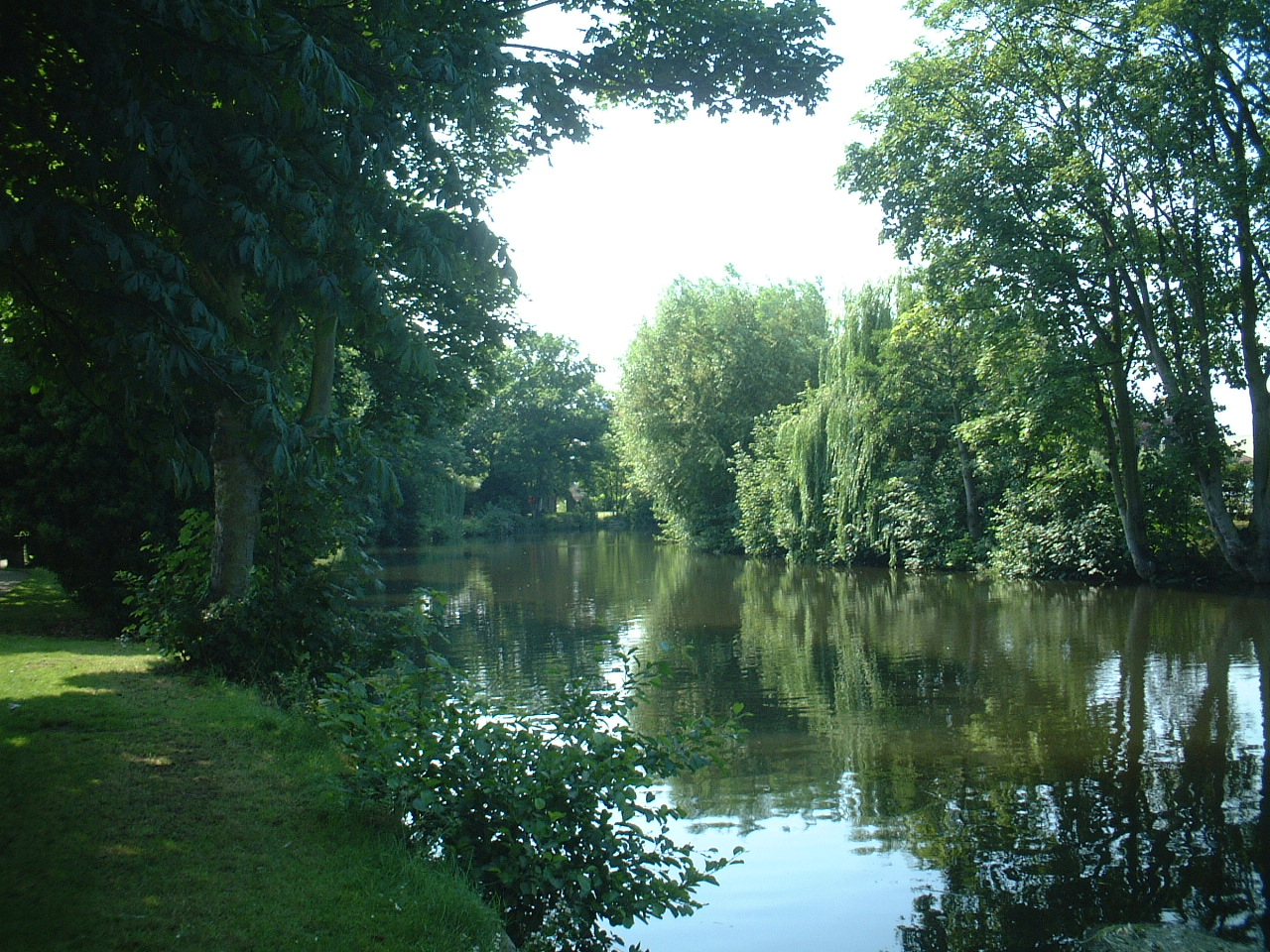
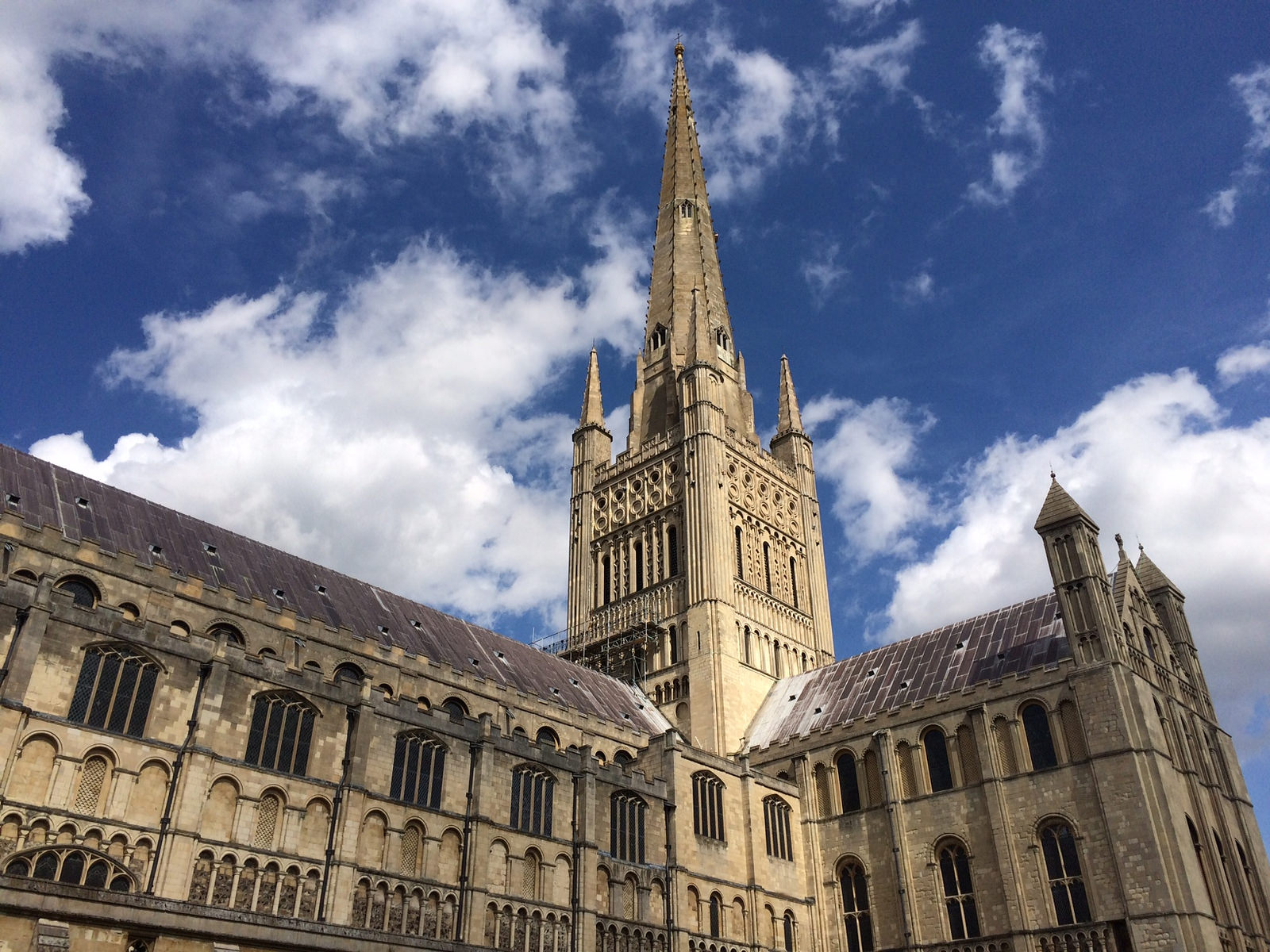
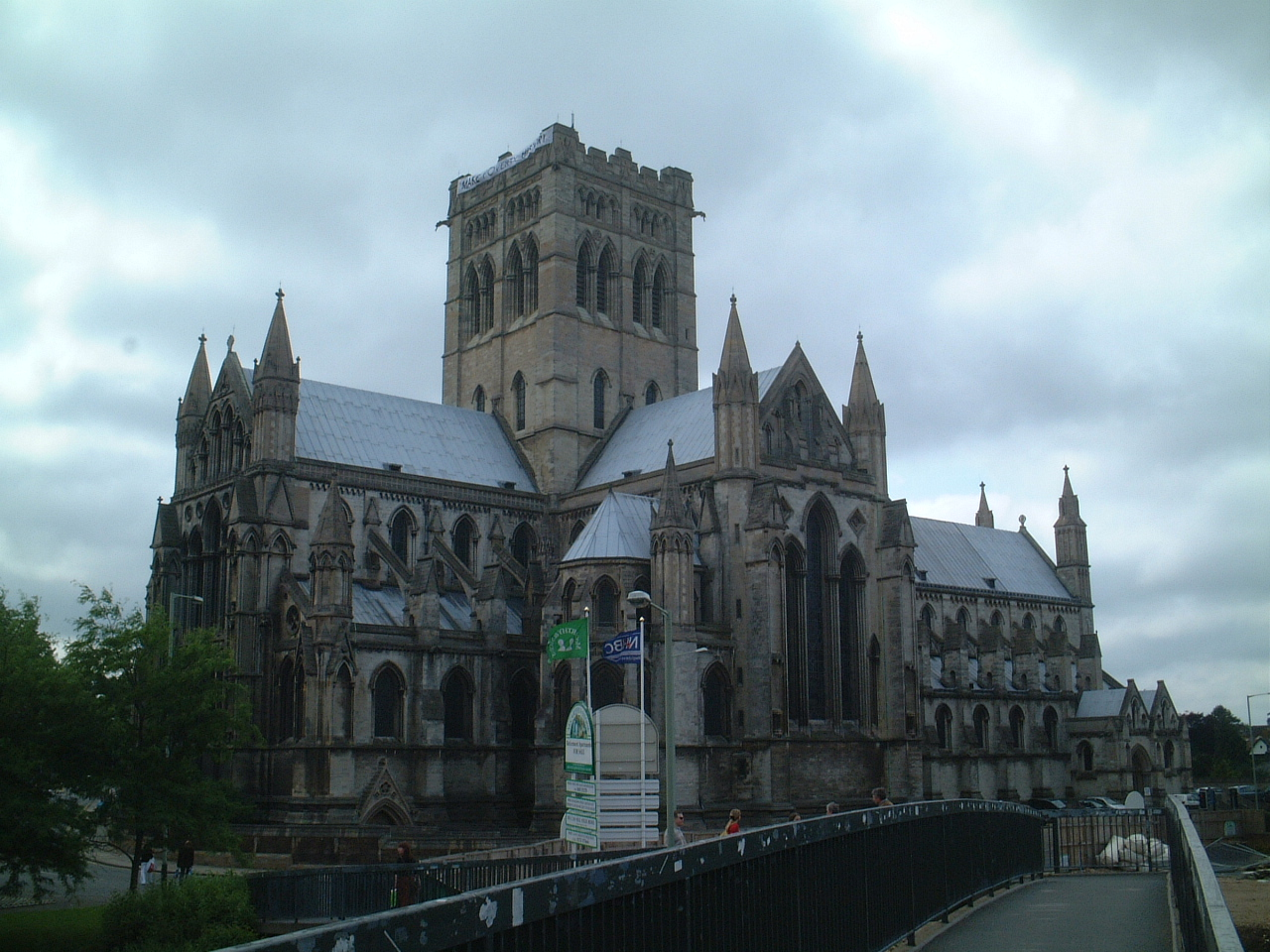

## توأمة
لنورفك اتفاقيات توأمة مع:
- نورفولك [3]

## أعلام
- هنري رايدر هاجارد
- مالكوم برادبري
- ريتشارد لوتشيان بيج
- ريتشارد غريني
- هوراس والبول
- وليام كوبر
- آنا سويل
- بيتر وارد
- ستيفني ماكميلان
- و.ج. سيبالد